# Microrregión de Paranavaí
La microrregión de Paranavaí es una de las microrregiones del estado brasilero del Paraná perteneciente a la mesorregión Noroeste Paranaense. Su población fue estimada en 2006 por el IBGE en 263.088 habitantes y está dividida en 29 municipios. Posee un área total de 10.182,281 km².

## Municipios
- Alto Paraná
- Amaporã
- Cruzeiro do Sul
- Diamante do Norte
- Guairaçá
- Inajá
- Itaúna do Sul
- Jardim Olinda
- Loanda
- Marilena
- Mirador
- Nova Aliança do Ivaí
- Nova Londrina
- Paraíso do Norte
- Paranacity
- Paranapoema
- Paranavaí
- Planaltina do Paraná
- Porto Rico
- Querência do Norte
- Santa Cruz de Monte Castelo
- Santa Isabel do Ivaí
- Santa Mônica
- Santo Antônio do Caiuá
- São Carlos do Ivaí
- São João do Caiuá
- São Pedro do Paraná
- Tamboara
- Terra Rica

- Datos: Q2667122